# Ringo Deathstarr
Ringo Deathstarr is een Amerikaanse rockband uit Austin, Texas, die voornamelijk shoegaze en post-rock speelt. De band bestaat uit Alex Gehring, Elliot Frazier en Daniel Coborn. 
Ringo Deathstarr bestaat sinds 2005, had een line-up bestaande uit Alex Gehring, Elliot Frazier, Dustin Gaudet en Renan McFarland. Deze laatste twee verlieten de band en werden vervangen door Daniel Coborn. De band bracht in 2011 debuutalbum Colour Trip uit. Hiervoor bracht de band al de gelijknamige ep "Ringo Deathstarr" uit. Last.fm beschrijft de muziek van Ringo Deathstarr als een mengeling van My Bloody Valentine, Fugazi, The Cure, The Smiths en The Velvet Underground, "gekanaliseerd tot een sonische variant van shoegaze".
Daniel Coborn speelt drum, Alex Gehring en Elliot Frazier spelen gitaar en zingen gezamenlijk.

## Discografie
- Ringo Deathstarr (2007, ep)
- Colour Trip (2011)
- Mauve (2012)
- God's Dream (2013)
- Pure Mood (2015)
- Ringo Deathstarr (2020)